# Zapieka
Zapieka (deutsch Kaulbruch) ist ein Dorf in der polnischen Woiwodschaft Ermland-Masuren. Es gehört zur Gmina Grunwald (Landgemeinde Grünfelde) im Powiat Ostródzki (Kreis Osterode in Ostpreußen).

## Geographische Lage
Zapieka liegt im südlichen Westen der Woiwodschaft Ermland-Masuren, 22 Kilometer südöstlich der Kreisstadt Ostróda (deutsch Osterode in Ostpreußen).

## Geschichte
Das einst Kallebruch, nach 1598 Kalebruch, nach 1602 Sapieha und nach 1820 Kaulbruch genannte kleine Dorf besteht aus mehreren verstreut liegenden großen und kleinen Gehöften. Bis 1945 war der Ort ein Wohnplatz innerhalb der Gemeinde Frögenau (polnisch Frygnowo) im Kreis Osterode in Ostpreußen.
Mit dem gesamten südlichen Ostpreußen kam Kaulbruch 1945 in Kriegsfolge zu Polen und erhielt die polnische Namensform „Zapieka“. Heute ist es eine Ortschaft innerhalb der Gmina Grunwald (Landgemeinde Grünfelde) im Powiat Ostródzki (Kreis Osterode in Ostpreußen), bis 1998 der Woiwodschaft Olsztyn, seither der Woiwodschaft Ermland-Masuren zugehörig.

## Kirche
Bis 1945 war Kaulbruch in die evangelische Kirche Tannenberg (polnisch Stębark) in der Kirchenprovinz Ostpreußen der Kirche der Altpreußischen Union sowie in die römisch-katholische Kirche der Stadt Gilgenburg (polnisch Dąbrówno) im Bistum Ermland eingepfarrt.
Heute gehört Zapieka evangelischerseits zur Kirche Olsztynek in der Diözese Masuren der Evangelisch-Augsburgischen Kirche in Polen, außerdem katholischerseits zur Pfarrei Stębark (Tannenberg) im jetzigen Erzbistum Ermland.

## Verkehr
Zapieka ist auf einer Nebenstraße von Łącko (Fritzchen) aus zu erreichen. Eine Bahnanbindung besteht nicht.